# Robert-Koch-Krankenhaus Apolda
Das Robert-Koch-Krankenhaus Apolda in(RKK) ist ein Akutkrankenhaus in der mittelthüringischen Kreisstadt Apolda, das für das Einzugsgebiet der Stadt Apolda und den Nordteil des Landkreises Weimarer Land mit zusammen ungefähr 50.000 Einwohnern zuständig ist. Das Robert-Koch-Krankenhaus ist Akademisches Lehrkrankenhaus der Universität Jena.

## Träger und Leitung
Träger ist der Landkreis Weimarer Land. Die Geschäftsführung der GmbH liegt bei Uwe Koch, als ärztlicher Direktor amtiert der Chefarzt der Klinik für Allgemein-, Viszeral- und Gefäßchirurgie, Martin Huber.

## Geschichte
Der Ersatzneubau des Krankenhauses wurde am 11. Dezember 2002 nach fast dreijähriger Bauzeit eingeweiht. Das Richtfest wurde im April 2001 gefeiert. Der Neubau wurde direkt hinter dem Ortseingang aus Richtung Jena errichtet und ersetzt die drei bisherigen, auf das Stadtgebiet von Apolda verteilten Klinikstandorte des Robert-Koch-Krankenhauses. Diese litten unter teils über 100 Jahre alter und nicht mehr erweiterbarer Bausubstanz. Der Neubau kostete insgesamt 55 Millionen Euro. Ungefähr 50,85 Millionen Euro stammen aus dem Krankenhaus-Sonderprogramm von Bund, Ländern und Krankenkassen für die neuen Bundesländer.

## Kliniken und Einmieter
Das Krankenhaus hat 230 Betten. Es ist damit einer der größten Arbeitgeber der Stadt Apolda.

### Kliniken und Abteilungen
Das Krankenhaus unterhält für die Bevölkerung des Weimarer Landes insgesamt 8 Kliniken bzw. Abteilungen.
- Klinik für Innere Medizin
- Klinik für Allgemein-, Viszeral- und Gefäßchirurgie
- Klinik für Orthopädie und Unfallchirurgie
- Klinik für Gynäkologie und Geburtshilfe
- Klinik für Kinder- und Jugendmedizin
- Klinik für Anästhesie und Intensivtherapie
- Zentrum für Schlaf- und Beatmungsmedizin
- Radiologische Abteilung

## Abbildungen

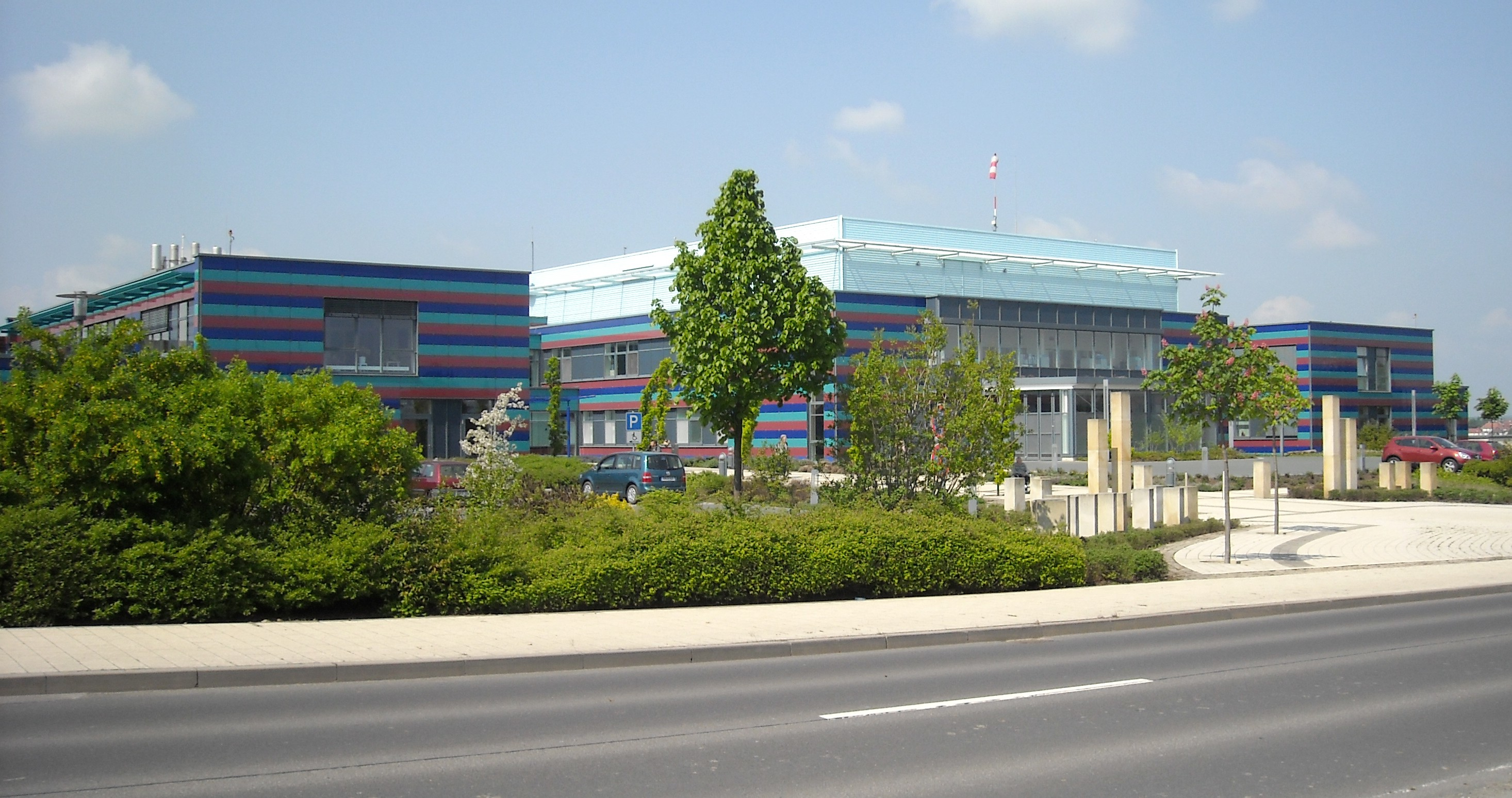
Ansicht des Krankenhauses
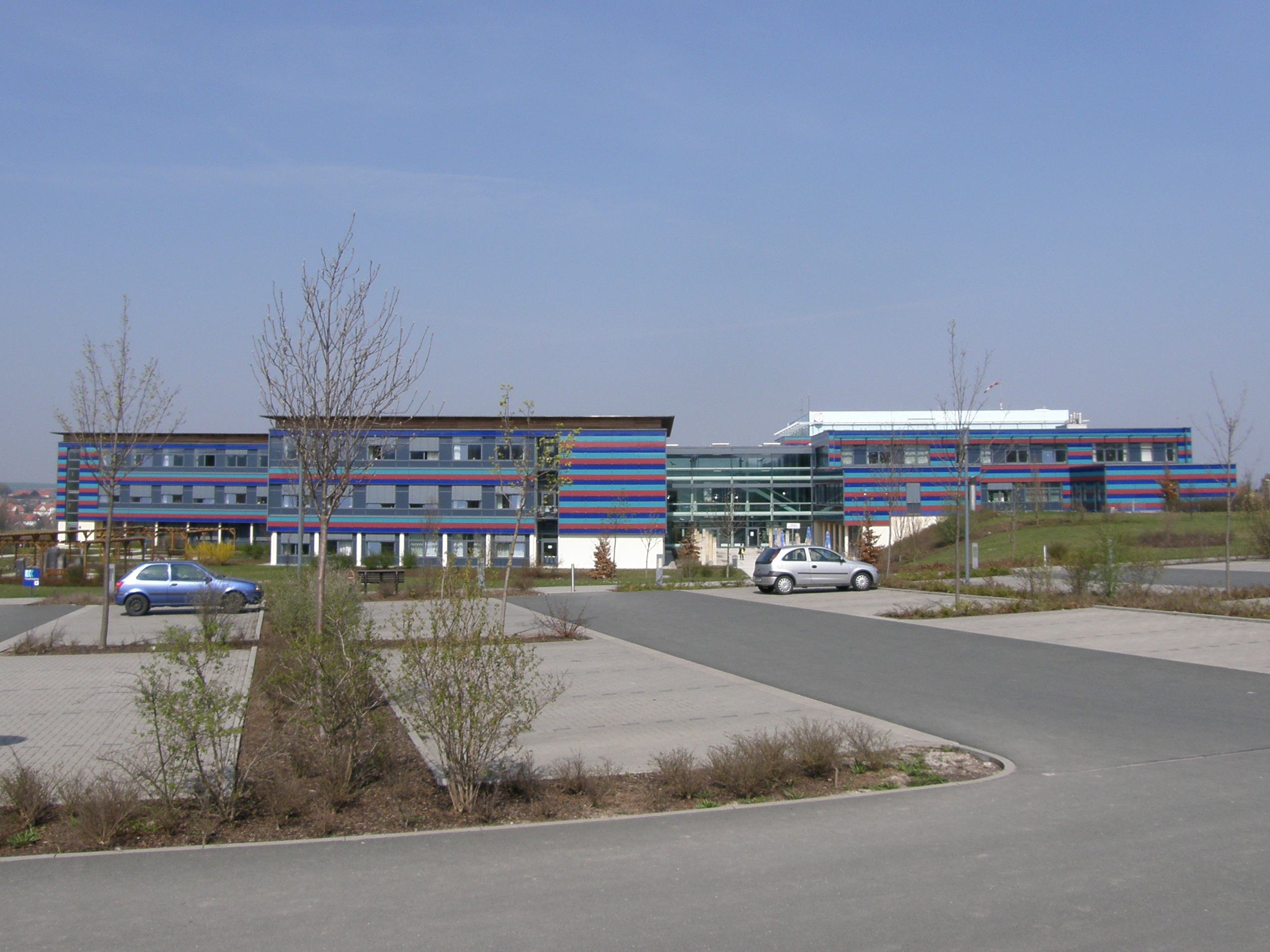
Südansicht mit Teilen des Parkplatzes
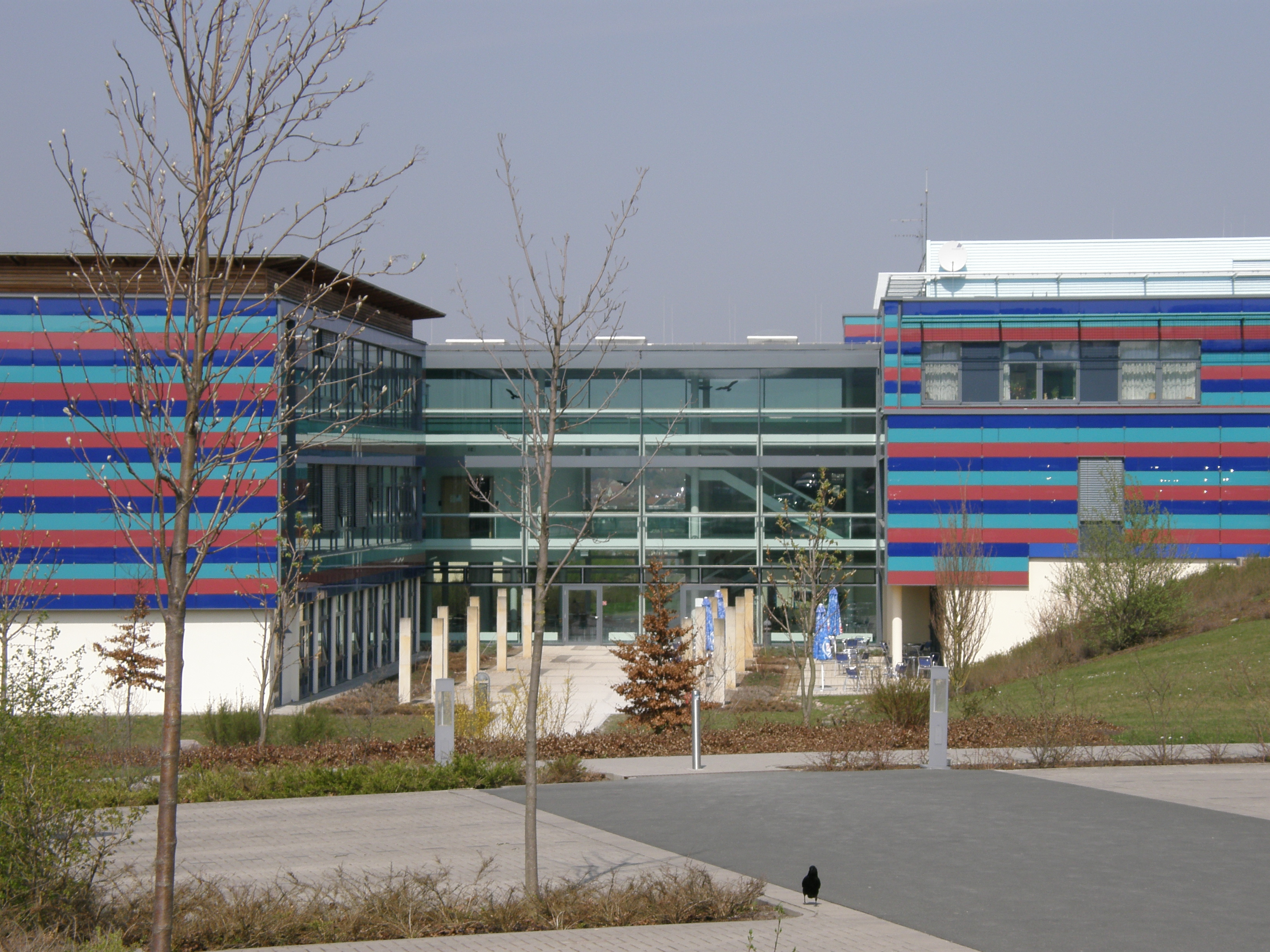
Quertrakt mit Café
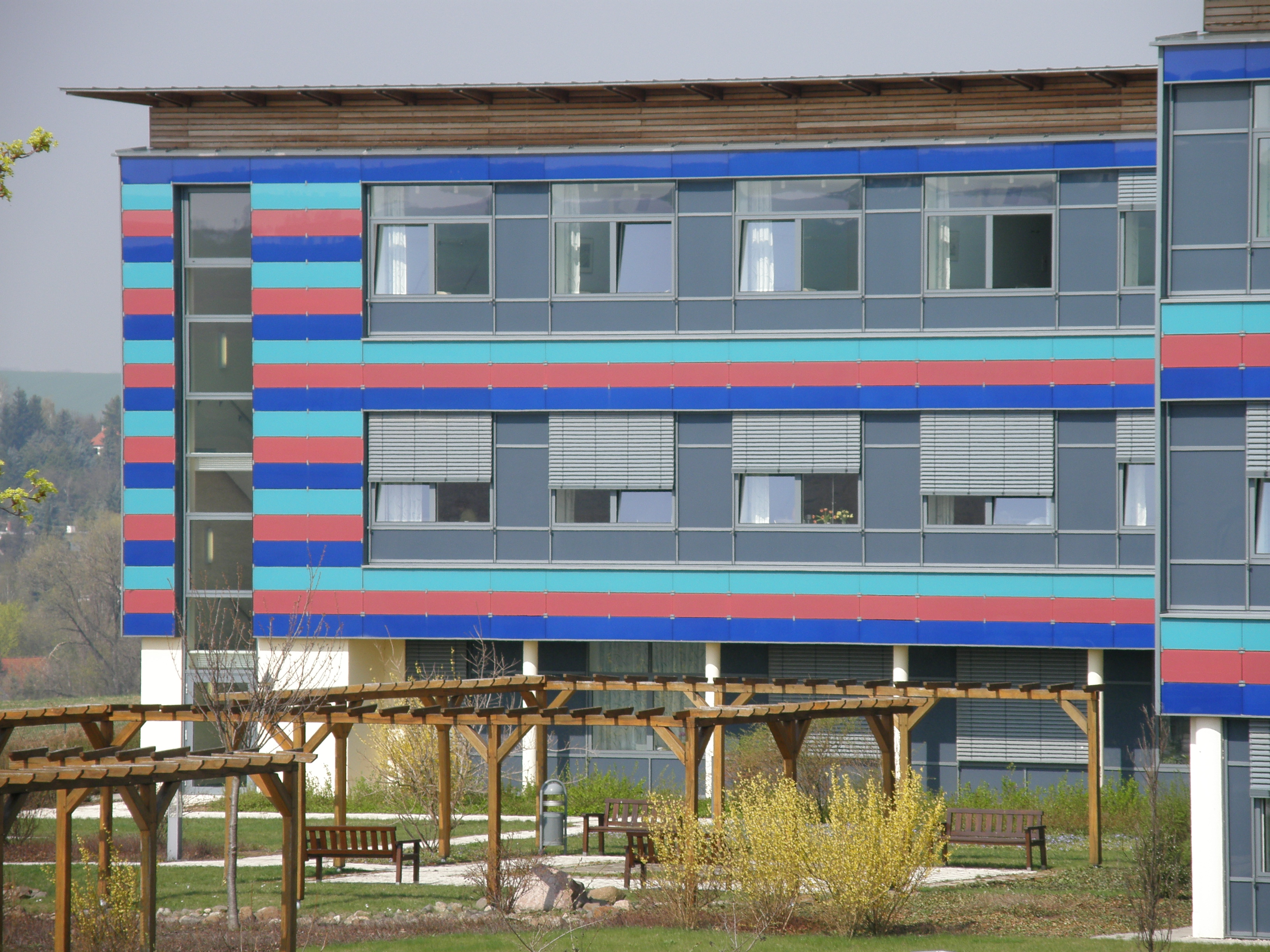
Seitenflügel mit Gartenbereich